# Simone Carvalho
Simone de Souza Carvalho (Rio de Janeiro, 8 de outubro de 1960) é uma teóloga e ex-atriz brasileira.

## Carreira
Começou a atuar ainda jovem. Aos 18 anos, estreou no cinema, no filme Amada Amante, dirigido por Cláudio Cunha, com quem se casaria. Mais tarde participou de outros dramas eróticos dirigidos pelo marido: Sábado Alucinante, O Gosto do Pecado e Profissão: Mulher. Na TV, seu primeiro papel de destaque foi na telenovela Cabocla (1979), de Benedito Ruy Barbosa. Fez ainda outras novelas marcantes, como Coração Alado (1980), Paraíso (1982) e Tieta (1989), onde interpretou a sensual e destemida Bebê.
Simone foi duas vezes capa da revista Playboy: edição 64 (novembro de 1980) e edição 105 (abril de 1984). Após participar de outro drama erótico, dirigido por Jean Garret, intitulado A Mulher que Inventou o Amor (1979), participou de As Sete Vampiras, misto de terror e comédia, dirigido por Ivan Cardoso. Em 1998 deixou a carreira de atriz para se formar em teologia.

## Vida pessoal
Simone é irmã da atriz e automobilista Suzane Carvalho. É judia.

## Filmografia

### Televisão
- 1979 Cabocla - Elizabeth Emerenciana Pereira (Belinha)
- 1980 Olhai os Lírios do Campo - Antonieta
- 1980 Coração Alado - Aldeneide Pitanga
- 1981 O Amor É Nosso - Cíntia
- 1982 Paraíso - Ana Célia
- 1987 Caso Especial (episódio: "O Matador")
- 1989 Tieta - Elizabeth von Hoffman (Bebê)
- 1995 Tocaia Grande - Jussara Rabad
- 1998 Do Fundo do Coração - Suzana

### Cinema
- Amada Amante (1978), de Cláudio Cunha
- Sábado Alucinante (1979), de Cláudio Cunha
- A Mulher que Inventou o Amor (1979), de Jean Garret
- O Gosto do Pecado (1980), de Cláudio Cunha
- Profissão Mulher (1982), de Cláudio Cunha
- As Sete Vampiras (1986), de Ivan Cardoso
- Solidão, uma Linda História de Amor (1989), de Victor di Mello